# El Oriente de Asturias
El Oriente de Asturias fue un periódico semanal editado en la villa de Llanes, decano de la prensa asturiana.
Fue fundado el 21 de marzo de 1868, aunque no se publicó entre 1870 y 1885, 1936 y 1937 (a causa de las penurias producidas por la guerra civil española) y por último 1938 y 1945, debido a la censura franquista, hasta que se reanuda su publicación en México, a cargo de la colonia llanisca allí residente. En 1952 El Oriente vuelve a instalarse en su lugar de origen y ya en su emplazamiento actual de la calle Gutiérrez de la Gándara. Entonces comienza lo que se puede considerar la etapa moderna del semanario.
Los contenidos de El Oriente de Asturias se centraban en la crónica social y cultural del oriente asturiano, sobre todo de Llanes, y también en la información del colectivo de descendientes de llaniscos en América, particularmente en México y Venezuela. Además, solía incorporar artículos de opinión; a lo largo de la historia del periódico, este ha contado en ocasiones con firmas como las de Pepín de Pría o Dolores Medio.
También se publicaban páginas sobre la historia y cultura de Llanes y comarca, habiendo llegado a editar algunos monográficos de esos temas.
El último director del periódico fue Manuel Maya y contaba con la asistencia en redacción de los periodistas: José Luis Martínez, Nuria Nogales, Andrea Rodríguez, Fernando Martínez y José Antonio Cossio. Además participaba una amplia red de corresponsales en toda la zona: Blanca Elena, Monchito, Tita, Manuel Corces, Avín, Isabel Gutiérrez de Quevedo, La Quely, etc.
Debido a problemas financieros tuvo que cerrar sacando su último semanario (en versión digital) el 25 de julio de 2014.
- Datos: Q5861382